# 𝼈
𝼈 (uniquement en minuscule), appelé r prolongé culbuté hameçon rétroflexe, est une lettre latine qui est utilisée dans certaines variantes non standard de l’alphabet phonétique international. Il est composé d’un r prolongé culbuté ‹ ɺ › avec un crochet rétroflexe.

## Utilisation
Le symbole 𝼈 dans certaines variantes non standard de l’alphabet phonétique international pour représenter une consonne battue latérale rétroflexe voisée.

## Représentations informatiques
Le r prolongé culbuté hameçon rétroflexe peut être représenté avec les caractères Unicode (Latin étendu G) suivants : 
| formes    | représentations | chaînes de caractères | points de code | descriptions                                                  |
| --------- | --------------- | --------------------- | -------------- | ------------------------------------------------------------- |
| minuscule | 𝼈               | 𝼈                     | U+1DF08        | lettre minuscule latine r prolongé culbuté hameçon rétroflexe |